# Nouri al-Maliki
Pour les articles homonymes, voir Al-Maliki.

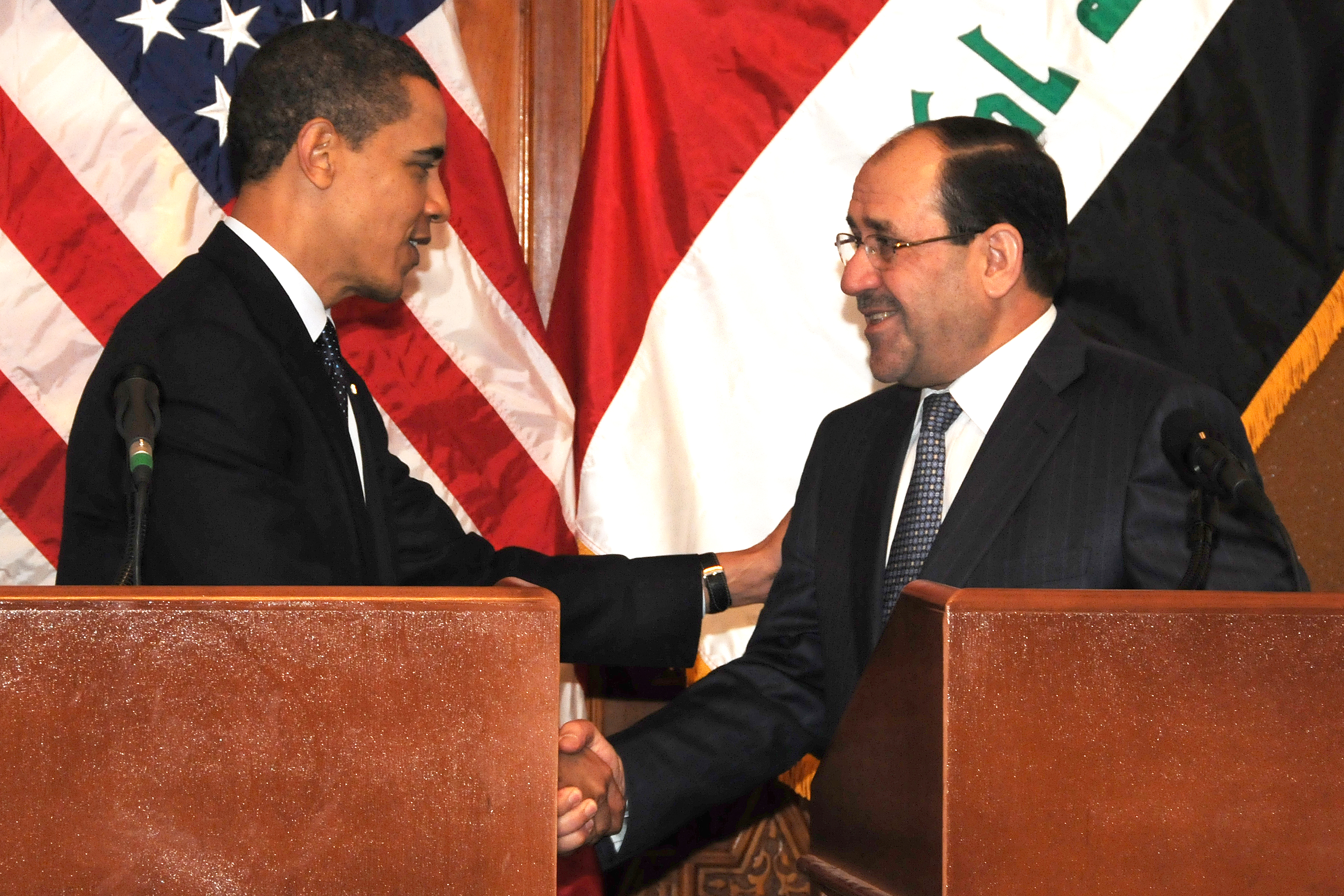
Nouri al-Maliki et Barack Obama à Bagdad en avril 2009.

Nouri al-Maliki (en arabe : نوري المالكي) (aussi connu sous son ancien nom de guerre de Jawad al-Maliki, qu'il décide de ne plus utiliser à partir de son accession au pouvoir), né le 20 juin 1950 à Abou Gharaq, est un homme d'État irakien membre du parti chiite Dawa. Il est Premier ministre de 2006 à 2014, puis vice-président de 2014 à 2015, puis de 2016 à 2018.

## Ses débuts
Né à Abou Gharaq dans le Sud irakien en 1950, Nouri Kamal al-Maliki a ensuite étudié à Bagdad. Il a obtenu un diplôme d'étude supérieure en littérature arabe à l'université de la ville. Marié, il est le père de quatre enfants, trois filles et un fils.
C'est à la fin des années 1960, alors qu'il est encore étudiant, qu'il rentre au parti Dawa.
En 1980, alors que l'Iran vient de connaître sa révolution islamique, l'Irak s'inquiète de l'activisme chiite, et réprime notamment le Dawa. Maliki part en exil en Iran, puis en Syrie.
En Syrie, il prend la tête du bureau « jihad » du Dawa, chargé des actions contre les intérêts irakiens à l'étranger. Il prend alors son nom de guerre de « Jawad ». Tout en vivant en Syrie, il a travaillé comme responsable politique pour Dawa, développant des liens étroits avec le Hezbollah et particulièrement avec le gouvernement iranien, soutenant les efforts de l'Iran pour renverser le régime de Saddam Hussein.
Alors qu'il vivait à Damas, al-Maliki a édité le journal du parti Al-Mawqif et a accédé à la tête de la branche du parti à Damas. En 1990, il rejoint le Comité d'action commune et en est l'un des présidents tournants. Le comité était une coalition d'opposition basée à Damas, soutenue par le Parti Baas syrien, rival du Parti Baas irakien, et rassemblant un certain nombre d'opposants à Saddam Hussein. Le parti Dawa a participé au Congrès national irakien entre 1992 et 1995, s'en retirant en raison de désaccords sur la personne qui devait le diriger.
À son retour dans son Irak natal après la chute de Saddam en avril 2003, al-Maliki est devenu le chef adjoint de la Commission nationale suprême de débaasification du gouvernement intérimaire irakien , créée pour purger les anciens responsables du Parti Baas irakien de l'armée et du gouvernement. Il a été élu à l'Assemblée nationale de transition en janvier 2005. Il était membre du comité qui a rédigé la nouvelle constitution adoptée en octobre 2005.

## Après la chute de Saddam Hussein
De retour en Irak après la guerre de 2003, Maliki devient numéro deux du « comité de débaassification » chargé de purger l'ancien parti unique au pouvoir.
Il est élu à l'Assemblée nationale en janvier 2005.
Dans le camp chiite, c'est l'un des principaux participants à la rédaction de la Constitution irakienne.

## Premier ministre
Le 20 mai 2006, il est investi Premier ministre à la tête d'un gouvernement de 37 membres. Il succède au chiite Ibrahim al-Jaafari, que ni sunnites, ni Kurdes ne voulaient maintenir au pouvoir. Son mandat constitutionnel prend fin en 2010.
À la suite des prises de distance, en août 2009, du Conseil suprême islamique irakien à son égard, qui était l'un des principaux partis de l'Alliance irakienne unifiée, premier groupe parlementaire irakien depuis décembre 2005, et qui a décidé de former une nouvelle coalition chiite sans lui, en vue des élections de 2010, al-Maliki envisageait de se rapprocher d'Ahmed Abou-Risha, l'un des premiers sunnites à s'être allié avec les Américains contre Al Qaida en Mésopotamie, anciennement dirigé par al-Zarqaoui.
Durant les élections législatives de 2010, il mène la coalition de l'État de Droit, et arrive second après l'annonce des résultats officiels par la commission électorale. Maliki conteste les résultats et appelle à un nouveau décompte des voix, ce que la commission refuse. Le 4 mai 2010 deux mois après les élections légisiatives du 7 mars, l'Alliance nationale irakienne et la coalition de l'État de Droit d'Al Maliki se mettent d'accord pour faire alliance et former une seule et même coalition au parlement irakien. Après des mois de négociations, un accord début novembre 2010 entre les partis politiques lui permet de conserver son poste.
En juin 2014, il doit faire face à l'attaque des bandes armées de l'État islamique à laquelle les troupes gouvernementales sont incapables de faire face dans un premier temps. Sa conduite passée vis-à-vis de la communauté sunnite est critiquée par plusieurs observateurs étrangers, qui y voient la raison du ralliement de chefs sunnites à l'organisation armée djihadiste.

## Démission et vice-présidence de la République
À la suite de pressions internationales et internes, il quitte finalement son poste le 8 septembre 2014. Le lendemain 9 septembre, il est nommé vice-président de la République.
Le 11 août 2015, le Parlement irakien adopte, parmi une série de réformes, la suppression des postes de vice-présidents de la République, dont celui occupé par Maliki. Le 11 octobre 2016, la Cour suprême invalide cette décision.

## Élections législatives de 2018
Pour les législatives de 2018, il mène une liste concurrente à celle de son successeur Haïder al-Abadi.

## Positions politiques
Beaucoup de sunnites reprochent à Maliki sa proximité avec l'Iran, et le caractère parfois sectaire de ses déclarations, dans lesquelles il stigmatise notamment les partisans de Saddam Hussein et les clercs sunnites, et marginalise la communauté sunnite.
Les États-Unis aussi, même s'ils lui affichent leur soutien, s'agacent parfois de son manque d'empressement à désarmer les milices chiites, coupables d'exactions communautaires.
Islamiste chiite conservateur, il est lui-même sous pression d'une opinion publique irakienne conservatrice, comme par la présence importante au sein de son gouvernement et du parlement du courant de Moqtada al-Sadr. On lui reproche également une politique répressive en matière de liberté de la presse. Il a maintenu la fermeture des bureaux en Irak de la chaîne Al Jazeera, fait fermer ceux d'Al-Arabiya, ainsi que plusieurs autres chaînes de moindre importance, qui sont toutes tenues par des sunnites.